# Ciliocincta sabellariae
Ciliocincta sabellariae är en djurart som beskrevs av Kozloff 1965. Ciliocincta sabellariae ingår i släktet Ciliocincta, och familjen Rhopaluridae. Inga underarter finns listade i Catalogue of Life.